# Bebalem
Bebalem est une localité du Tchad située dans la région du Logone Occidental appartenant au département de Ngourkosso. C'est le chef-lieu de la sous-préfecture de Bebalem. 

## Histoire
Elle est aussi l'une des localités du Tchad où les évènements de 1952 ont eu lieu. À partir de la contestation du résultat des élections locales, des partisans de Gabriel Lisette manifestent. Les autorités envoient deux compagnies de tirailleurs sénégalais et tirent, faisant entre 24 morts selon Bernard Lanne, 70 selon le chef de village ou 375 selon les rescapés.

## Population
La sous-préfecture de Bebalem compte une population de 20 210 habitants au recensement cantonal de décembre 2012. La population de Bebalem souffre d'un problème incompréhensible de notre ère car elle ne dispose pas de l'eau potable car les quelque (4/6) anciens puits à ciel ouvert sont insalubres. 

## Personnalités
- Laobele Dangde, dramaturge, né à Bebalem en 1949[3]